# Scheer (Schiff, 1943)
Die Fregatte Scheer (F 216) der deutschen Bundesmarine war ein Schulschiff der Marineortungsschule, das nach dem Kommandeur der Deutschen Hochseeflotte in der Skagerrakschlacht, Admiral Reinhard Scheer (1863–1928), benannt wurde.

Das Schiff lief 1943 als HMS Hart für die Royal Navy vom Stapel und war im Zweiten Weltkrieg im Einsatz. Für seine Dienste wurde das Schiff mit den Battle Honours Atlantic 1944–45, English Channel 1944, Normandy 1944 und Korea 1951 ausgezeichnet. 

1959 bis 1967 diente die Scheer als Ortungsschulschiff der Bundesmarine. 1968 wurde sie zum Abbruch nach Hamburg verkauft.

## Geschichte

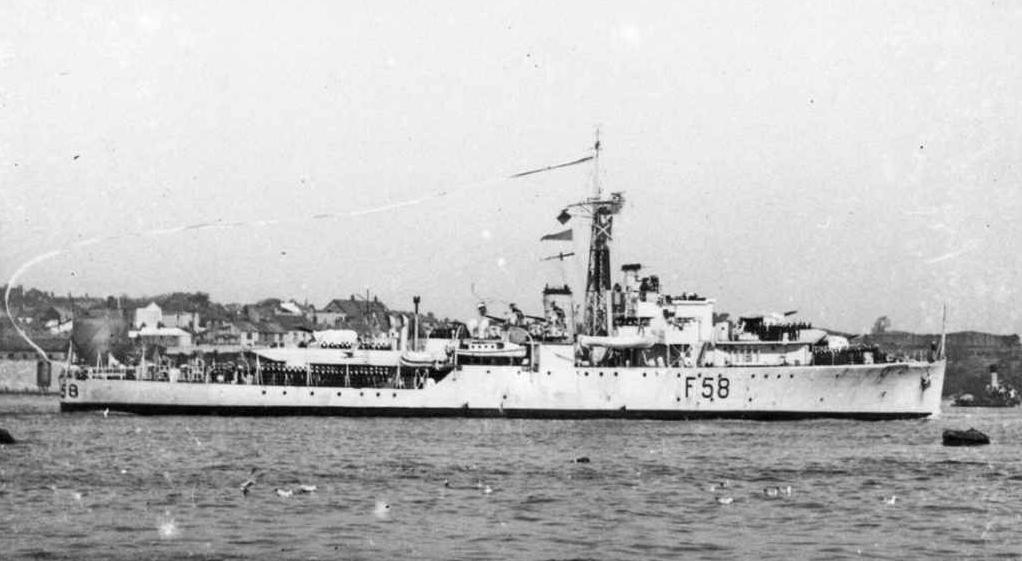
HMS Hart (1943)

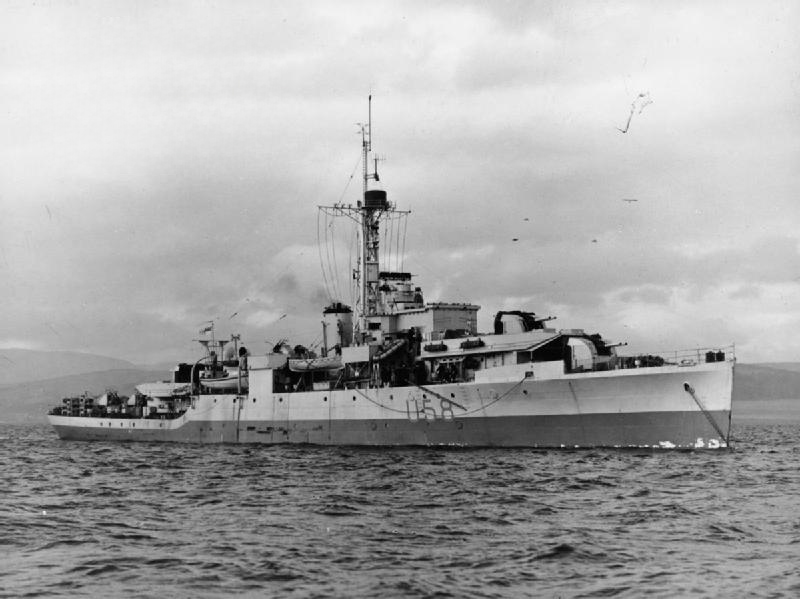
HMS Hart (1944)

Für die Royal Navy wurde die spätere Scheer als Sloop HMS Hart bei der Werft Alexander Stephen and Sons in Govan gebaut. Sie war als Schiff der modifizierten Black-Swan-Klasse am 18. Dezember 1941 bestellt, und die Kiellegung des Neubau Nr. 595 erfolgte am 27. März 1942. Am 7. Juli 1943 lief er als elfte HMS Hart der Royal Navy vom Stapel.

Am 12. Dezember 1943 nahm die HMS Hart ihren Dienst bei der „7th Escort Group“ in Greenock auf. Im Februar 1944 verlegte sie mit der Gruppe nach Gibraltar. Im Mai kehrte sie wieder zurück, um für die Sicherung der Transporte ins Invasionsgebiet zur Verfügung zu stehen. Nach einer Werftliegezeit nahm sie im Dezember 1944 ihren Dienst bei der „22nd Escort Group“ auf, um die Handelsschifffahrt vor deutschen U-Booten in der Irischen See und den nordwestlichen Zugängen zu den Britischen Inseln zu schützen.
Nach einer Überholung begann im Juni 1945 die Verlegung der Hart in den Pazifik durch das Mittelmeer und über den Indischen Ozean und Australien. Über die Basis der britischen Pazifikflotte auf Manus (Admiralitätsinseln) erreichte die Hart am 6. September 1945 Rabaul mit dem leichten Träger Glory, der Sloop Amethyst, dem australischen Zerstörer Vendetta und kleineren Einheiten der RAN. An Bord der Glory kapitulierte der japanische Befehlshaber Imamura gegenüber dem australischen General Sturdee für die japanischen Streitkräfte im Bismarck-Archipel und auf den Salomonen.
Bis 1951 blieb das Schiff bei der britischen Far East Fleet und gehörte im Juni 1950 zu den ersten Einheiten der UN-Kräfte vor Korea. Nach dem ersten Einsatz bis August 1950, darunter Artillerieunterstützung zusammen mit der Jamaica, folgte noch ein zweiter Einsatz im Frühjahr 1951. Nach der Rückkehr aus dem Fernen Osten kam das Schiff zur Reserve in Plymouth. Vor der Abgabe an die Bundesmarine wurde die Hart wie alle für den Verkauf vorgesehenen Einheiten noch in Großbritannien überholt.

### Dienst als Ortungsschulschiff der Bundesmarine
Deutschland erwarb die HMS Hart im Rahmen der Wiederbewaffnung der Bundesrepublik Deutschland vom Vereinigten Königreich mit sechs anderen Schiffen verschiedener Klassen für den Einsatz als Schulfregatten. Sie war eine von drei Fregatten der modifizierten Black-Swan-Klasse.
Die Schulfregatten wurden der Einfachheit halber unter dem Oberbegriff „Schulfregatten Klasse 138“ zusammengefasst, obwohl sie keinesfalls alle baugleich waren, da neben den Sloops auch drei Geleitzerstörer vom Typ Hunt II und III übernommen wurden.
Die Scheer (F216) wurde am 21. Mai 1959 in Bremerhaven für die Marineortungsschule in Dienst gestellt. Nach Reinhard Scheer war bereits das deutsche Panzerschiff Admiral Scheer (1934–1945) der Deutschland-Klasse benannt worden. Die Bewaffnung der Fregatte wurde 1959 vollständig entfernt. In ihrer Dienstzeit unternahm sie einige Ausbildungsreisen in europäischen Gewässern von Tromsø im Norden über Cork im Westen bis nach Gibraltar im Süden.
Von September 1961 bis 30. November 1962 wurde die Scheer auf der Seebeck-Werft umgebaut und erhielt die für die Neubauten der Bundesmarine zum damaligen Zeitpunkt vorgesehenen Radaranlagen, aber auch Geräte und Antennen, die bei der Bundeswehr nur auf diesem Schiff vorhanden waren. Dazu kamen zwei 40-mm-Bofors-L/70-Zwillingsgeschütze vorn und achtern. Im November 1963 erreichte sie den südlichsten Punkt ihrer Dienstzeit beim Besuch von Funchal (Madeira). Im Oktober 1966 wurde nochmals Gibraltar besucht. Aus dem aktiven Dienst schied die Scheer am 30. November 1967 aus. Nach der Abrüstung und dem Ausschlachten des Schiffes erfolgte 1971 dann der Verkauf der Fregatte nach Hamburg, um dort verschrottet zu werden.